# Phyllobotryum paradoxum
Phyllobotryum paradoxum är en videväxtart som först beskrevs av Louis Antoine François Baillon, och fick sitt nu gällande namn av S. Hul. Phyllobotryum paradoxum ingår i släktet Phyllobotryum och familjen videväxter. Inga underarter finns listade i Catalogue of Life.